# Luke Roberts
Luke Justin Roberts (nascido em 25 de janeiro de 1977) é um ex-ciclista australiano e campeão olímpico no ciclismo de pista.
Especialista em provas de pista e estrada, sendo que na pista, até agora, alcançou seu maior sucesso: uma medalha de ouro na prova de perseguição por equipes, conquistada nos Jogos Olímpicos de 2004 em Atenas, formando equipe com Bradley McGee, Brett Lancaster e Graeme Brown; e três campeonatos mundiais na mesma especialidade, em 2002, 2003 e 2004.
É atual diretor esportivo da equipe dinamarquesa Cult Energy Pro Cycling.